# 施特拉宁-格拉芬贝格
施特拉宁-格拉芬贝格是奥地利下奥地利州霍恩县的一个市镇。总面积26.47平方公里，总人口761人，人口密度28.7人/平方公里（2005年）。